# Beschieting van de Mees
De beschieting van de Mees op 26 september 1939 was een beschieting door een Duitse jager van de Douglas DC-3 De Mees tijdens haar vlucht van Kopenhagen naar Schiphol, waarbij één dodelijk slachtoffer viel. Door deze beschieting werd de Mees het eerste beschoten passagiersvliegtuig in Europa.

## Vooraf
In Nederland werd de eerste Douglas DC-3 in 1936 aan de KLM afgeleverd. De KLM vernoemde haar vliegtuigen naar vogels. De in augustus 1939 afgeleverde DC-3 werd als Mees in het register opgenomen. Het toestel kreeg vliegtuigregistratie PH-ASM.
Na het uitbreken van de Tweede Wereldoorlog werden de vluchten van de KLM beperkt tot het Verenigd Koninkrijk, België, Denemarken, Noorwegen en Zweden. De vliegtuigen van de KLM werden voorzien van de tekst HOLLAND in grote zwarte letters aan de onder- en bovenkant van de romp en de vleugels.

## Beschieting
De Mees vertrok op dinsdag 26 september 1939 met negen passagiers en drie bemanningsleden vanuit Kopenhagen naar Schiphol met gezagvoerder Jan Moll. Tussen Ringkjøbing en Terschellingerbank in de Duitse Bocht, 120 km ten noordwesten van Helgoland, werd de Mees op een hoogte van 800 meter gespot door een Duits watervliegtuig dat de aanval inzette.
De stewardess hoorde een vlug tikken en waarschuwde de gezagvoerder. Deze liet het toestel duiken om de wolken in te vliegen en ontkwam op die manier aan de aanval. Een Zweedse passagier, een 38-jarige ingenieur, werd tijdens deze aanval getroffen en overleed kort na de aanval in zijn stoel. De rest van de passagiers merkte weinig van de aanval. Het toestel kon veilig landen op Schiphol. Bij inspectie bleek de romp van het toestel doorzeefd te zijn met kogels, waarvan de meeste in de bagageruimte waren terechtgekomen.
De Duitse regering en veldmaarschalk Hermann Göring betuigden hun leedwezen voor de aanval, maar noemden die een ongelukkige samenloop van omstandigheden. De bemanning van het watervliegtuig kon de Mees niet als zodanig identificeren en had daardoor het recht om onmiddellijk het vuur te openen. Het watervliegtuig vloog namelijk recht achter de Mees en miste daardoor het opschrift Holland. Toen de bemanning haar vergissing bemerkte, brak zij de aanval af. Duitsland bood wel officieel haar excuses aan.

## Achteraf
Na deze aanval bespraken de directies van de KLM, de Zweedse, Deense en Belgische luchtvaartmaatschappijen hoe ze een nog betere herkenbaarheid van hun vliegtuigen konden bewerkstelligen. Een maatregel was om de toestellen van deze maatschappijen in oranje te schilderen omdat deze kleur onder alle weersomstandigheden het beste uitkwam. Ook werden afspraken gemaakt om de registratietekens van de toestellen op uniforme plaatsen te zetten. Deze afgesproken maatregelen zouden aan de strijdende partijen kenbaar worden gemaakt.
De Mees werd na een reparatie van vijf weken weer ingezet met de genoemde maatregelen. Men besloot eerst de effecten van deze maatregelen af te wachten voor andere vliegtuigen van deze nieuwe kenmerken werden voorzien. PH-AKJ ‘Jan van Gent’ werd waarschijnlijk als enige DC-2 voorzien van een oranje schema. Daarnaast is het (onder meer uit fotomateriaal en onderstaande bronnen) aannemelijk te maken dat 11 van de 13 DC-3's die KLM tussen eind 1939 en de meidagen 1940 inzette op het Europese netwerk op enig moment in het oranje schema hebben gevlogen. Plesman sprak daarbij van zijn "Sinaasappelkistjes". Ook hebben diverse buitenlandse toestellen, waaronder enkele van Duitse makelij, eveneens in het oranje gevlogen. 
De Mees werd na de inval in Nederland in mei 1940 op Schiphol buitgemaakt door de Duitsers en met registratie NA+LE in gebruik genomen door de Luftwaffe. Op 15 juni 1940 werd ze doorgegeven aan Lufthansa met registratie D-ATJG. 
De laatste vermelding van de Mees was op 3 september 1944.